# 甲府市立北西中学校
甲府市立北西中学校（こうふしりつ ほくせいちゅうがっこう）は、山梨県甲府市山宮町にある公立中学校。
学園祭は「清流祭」という。

## 沿革[1]
- 昭和48年 用地買収をする。
- 昭和55年 入学式を挙行し、校章を制定する。
- 昭和56年 白樺寮はスクールバスでの通学のために廃寮となる
- 昭和62年 スクールバスによる通学者がいなくなり、スクールバスを廃止する。
- 平成元年 創立10周年記念式典を挙行し、記念誌「樫」を発刊する。
- 平成8年 清流館(武道館)と中庭「ふれあい広場」が完成する。
- 平成11年 清流祭20周年記念全校製作作品「北西中文化」作成し、創立20周年航空写真撮影する
- 平成21年 創立30周年航空写真撮影
- 平成22年 特別支援学級設置(肢体不自由) 少年議会開催 山梨県口腔衛生推進優良学校表彰
- 平成23年 食缶給食開始 体育館耐震改修工事開始 北西中を育てる会実施 関東大会出場(相撲、水泳) 体育館耐震改修工事終了
- 平成25年 山梨県教育委員会「学力向上パイロットスクール事業」指定校

## 校歌
- 1981年（昭和56年）3月5日制定[2]
- 作詞： 内田義広、作曲： 古谷宏

## 学校教育目標
- 心豊かでかしこくたくましい生徒の育成

## 著名な卒業生
- 小林岩魚 - プロサッカー選手
- 小林孝至 - THE BOOMのギターリスト
- 中谷真一 - 衆議院議員
- 中島克仁 - 衆議院議員
- 小泉のん - モデル
- 井上樹 - プロサッカー選手

- 長谷川順一 - トリノパラリンピックアルペンスキー代表